# 점성술
점성술(占星術, 영어: astrology)은 인간 세계에서 천문학의 현상 또는 천체 현상을 관찰하여 미래를 예측하는 점술(방술)이다. 서양에서 점성술은 태양과 달 그리고 다른 행성 객체들의 위치에 기반하여 개인의 성격을 설명하고 그들의 인생에서 미래의 사건을 예언한다고 주장되는 천궁도의 체계로 거의 대부분이 구성된다. 많은 문화가 천문학상의 사건에 중요성을 두고 있으며, 인도인들과 중국인들 그리고 마야인들은 천체 관찰로부터 지상의 사건을 예언하기 위한 정교한 체계들을 발전시켰다.
인도유럽어 민족에서, 점성술은 서력기원전 3천년을 거슬러 올라가는데, 계절의 변화를 예측하고 신과 소통하는 신호들로써 천체의 주기를 해석하기 위하여 사용한 역법 체계에 뿌리를 두고</ref> 대부분의 역사를 통하여, 점성술은 학문적 전통으로 여겨졌다. 그것은 정치적인 그리고 학구적인 환경에 수용되었으며, 천문학, 연금술, 기상학, 의학과 같은 다른 학문들과도 연관되었다. 17세기 말경, 천문학에서 (태양중심설과 같은) 새로운 과학적 개념이 점성술에 대한 의문을 불렀고 이후의 여러번의 통제 연구에서 그것의 예언적인 가치를 확증하는데 실패했다. 그리하여, 점성술은 그 학문적이며 이론적인 입지를 상실했다.
점성술은 의사과학이며, 그것과 같이 우주를 묘사하는데 있어서의 어떠한 설명적인 효력도 가지고 있지 않으므로 과학적인 공동체들에게 거부되어 오고 있다. 점성술은 반증 가능성이 있으며, 반증되어 왔다.:424 계몽운동 이래로, 특히 고전역학이 소개되고부터 점성술에 대한 일반적인 신념은 크게 감소되었다. 점성술의 과학적 평가가 행해져 오고 있지만, 점성학의 전통에서 대요를 말하는데 전제가 되거나 요지가 되는 효과들을 지지하는 어떠한 증거도 발견되지 않고 있다. 항성과 행성의 위치나 움직임이 지구상의 사람들과 사건들에 영향을 줄 수 있다는 것에 대하여 생물학과 의술의 충분히 알려진 기본 견지를 반박하지 않는 제안된 어떠한 행동의 기계관도 있지 않다.:249
영어로 astrology는 '별의 해석(account of the stars)'이란 뜻의 그리스어 명사 ἀστρολογία에서 파생된 초기 라틴어 단어 astrologia에서 유래한다. 나중에 Astrologia는 과학 용어로 사용되는 astronomia와 함께 '별점'이라는 의미의 일부가 되었다.
한국어 점성술의 단어는 占星術인 한자어이며, 점성학(占星学)이라고도 한다.
그리고 점을 치는 방법으로 정의해 오고 있다.
비록 점성술의 대부분의 문화적 체계들이 서로에게 영향을 끼치는 고대 철학의 뿌리를 공유할지라도, 많은 것들은 서양에서 발전된 것들과는 다른 유일한 방법론을 지니고 있다. 그것들은 ("인도 점성술"로 알려졌으며 오늘날 "베다 점성술"이라고 불리는) 힌두 점성술과 중국 점성술을 포함하는데, 둘 모두 세계의 문화 역사에 영향을 끼쳐오고 있다.

### 서양
서양 점성술은 개인의 출생과 같은 정확한 순간의 천궁도 구성을 기반으로 하는 점의 방식이다. 그것은 분점에 맞춰 조정된 회귀 황도대를 사용한다.
서양 점성술은 황도대(황도의 공간적인 분할)의 별자리를 통과하는 태양과 달 그리고 행성들과 같은 천체의 움직임으로 또한 서로 관계되는 그것들 서로간의 상대적인 각도들로 분석되는 그것들의 이동과 상대적인 위치가 기초가 된다. 그것들은 하우스(하늘의 공간적인 분할)에 위치함에 의해서도 고찰된다. 서양의 대중매체에서 점성술의 현대식 표현은 보통 개인의 출생일에 있는 총 차트의 1/12만을 대표하는 태양의 황도대 별자리만을 고려하는 태양궁 점성술로 축소된다. 황도대의 이름은 각자의 부분들 안에 있는 라틴어로 된 원래의 별자리의 이름과 상응한다.
타로점과 마찬가지로, 점성술은 서양 밀교의 핵심 학문들 중 하나이며, 그렇게 서양의 밀교주의자들과 헤르메스주의자들 사이에서의 마법 신앙의 체계들 뿐만 아니라, 서양의 밀교 전통들로부터 차용되어오고 있거나 영향을 받아오고 있는 위카와 같은 신앙 체계들에 영향을 주고 있다. 타냐 루어만은 "모든 마법사들은 점성술에 대하여 어느정도 알고 있다."고 했으며, 스타호크의 저서로 마법사들에 의한 점성학적 구비 학문의 예로써 행성으로 정리된 소용돌이 춤에서의 서신의 탁자를 언급했다.

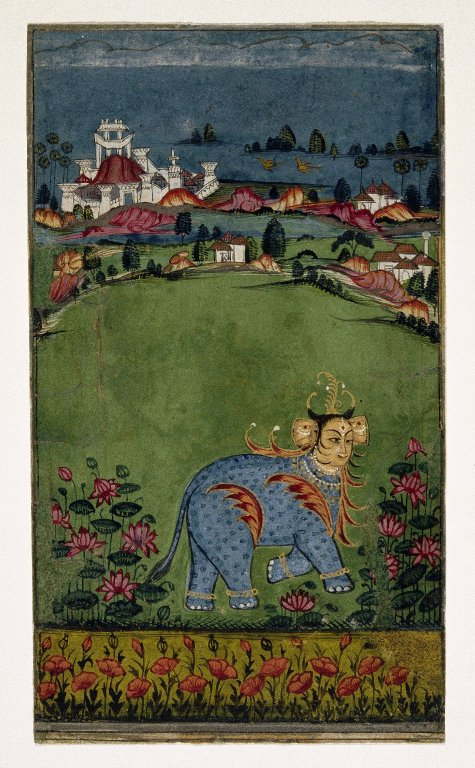
점성술 논문에서 한 페이지, 1750년경

### 인도와남아시아
힌두 점성술은 서양 점성술에서 비롯되었다.:361 최초의 힌두 천문학 문헌에서, 한 해는 바빌로니아의 점성술의 것과 흡사하게 360일이라고 생각되었지만, 초기 점성술 체계는 다른 모든 부분들과 약간의 유사성이 있을 뿐이다.:229 나중에 인도식 기법들은 바빌로니아 점성술의 일부가 더해져 증가되었다.:231 힌두 점성술은 개인의 운명 또는 숙명을 예언하는데 기원이 있다.:237 힌두 점성술은 하늘의 별자리에 상응하는 위치로 정렬된 황도대의 별자리가 있는 항성 황도대에 의존한다. 이러한 정렬을 위하여, 힌두 점성술은 춘분점의 점진적인 세차운동(지구 자전축 방향의 점진적인 이동)을  고려한 아야남샤라고 불리는 조정을 사용한다. 힌두 점성술에서 분점은 태양이 물고기자리의 6도에 있는 곳에서 나타난다. 서양 점성술은 힌두식 체계에서의 분점보다 약 23도 뒤인 양자리의 시작에 분점이 위치한다. 힌두 점성술은 황도대 분할의 다양한 하위체계를 포함하며 내면과 외면의 세계를 연결하는 베다에 따라서 그 연결인 반두의 개념을 사용한다.
스리랑카 점성술은 주로 힌두 점성술이 기반이 되는데, 불교의 가르침과 일치하도록 일부 수정되었다. 티베트 점성술 또한 많은 요소를 공유하지만, 중국 문화의 영향을 강하게 받아오고도 있으며, 중국 황도대(아래 참조)의 것과 유사한 동물 별자리의 원을 인정한다.

### 중국과 동아시아
중국의 점성술은 중국 철학(하늘과 땅과 사람의 삼조화 이론)과 밀접한 관련이 있으며, 음양, 오행, 십천간, 십이지, 시진(종교적인 목적으로 사용되던 시간기록 방식, 時辰)의 개념들을 사용한다. 중국 점성술의 초기 사용은  정치적인 점성술, 진기한 현상의 관찰, 징조의 확인, 행사와 결정을 위한 길일의 선택으로 제한되었다.:22,85,176
서아시아와 유럽의 황도대 별자리가 사용되지 않는 대신, 하늘은 삼원(三垣 sān yuán)과 이십팔수(二十八宿 èrshíbā xiù) 그리고 십이차(十二次)로 분할된다. 열두개의 동물 별자리의 중국 황도대는 성격의 열두 가지의 다른 유형을 묘사한다고 한다. 그것은 년, 태음월, 하루의 두 시간씩의 기간(시진)의 주기를 기반으로 한다. 황도대는 전통적으로 그 주기가 쥐의 별자리를 시작으로 소, 호랑이, 토끼, 용, 뱀, 말, 양, 원숭이, 닭, 개, 돼지의 열한가지의 다른 동물의 별자리를 통해 진행한다. 숙명과 운명을 예언하는 복잡한 체계들은 자평(ziping)과 자미두수(간체자: 紫微斗數 정체자: 紫微斗數, 한어병음: zǐwēidǒushù)와 같은 누군가의 출생일, 출생 계절, 출생 시간이 오늘날 중국 점성술에서 여전히 사용된다. 그것들은 항성의 직접적인 관찰에 의존하지 않는다.
한국의 황도대는 중국의 것과 동일하다. 베트남의 황도대는 대체로 중국의 황도대와 동일하지만, 두 번째 동물이 황소 대신에 물소이며, 네 번째 동물이 토끼 대신에 고양이인 것이 예외이다. 일본의 황도대는 돼지 대신에 멧돼지를 포함한다. 태국의 황도대는 용의 자리에 나가를 포함하며, 중국의 신년에서는 아니지만, 사용 목적에 따라 태국의 음력달력에서 다섯 번째 달의 첫 번째 날에 또는 (현재 매년 4월 13~15일에 기념되는) 송크란 축제 기간 동안에 그 시작이 있다.

## 역사

### 고대 세계
가장 넓은 의미에서의 점성술은 하늘에서 뜻을 찾는 것이다. 그러므로, 점성술은 인류가 천문학적 주기에서 비롯된 계절의 변화를 측정,  기록, 예언하려는 의식적인 시도를 행하였을 때 학문으로써 시작되었다고 주장되어오고 있다.:2,3 그러한 실천의 초기 증거는 뼈들과 동굴 벽들에 있는 표시들로써 나타나는데, 그것들은 조수와 강에 영향을 미치는 달의  영향력을 기록하려 하고 공공의 달력을 만들려는 첫 번째 걸음마로서, 25,000년 전에도 이미 달의 주기가 새겨지고 있었음을 보여준다.:81ff 농경의 욕구는 계절의 변화에 따라 출현하는 특정 별무리들의 떠오름이 매년의 홍수 또는 계절적 활동들을 알리도록 하게 하는 별자리에 대한 지식의 증가로 충족되기도 하였다. 서력기원전 제3천년기에,  널리 퍼진 문명들은 천체의 주기들의 정교한 인식을 발전시켜 왔고, 태양과 같은 무렵의 별들의 상승들과 정렬을 이뤄 그들의 신전들을 향하게 지어야 한다고 믿었다.
알려진 가장 오래된 점성술의 참고 문헌들이 이 기간에 만들어진 사본들이라는 것을 암시하는 흩뿌려진 증거들이 있다. 두개는 아카드의 사르곤(서력기원전 2334~2279년) 왕의 치세기 동안에 만들어졌다고 보고된 (서력기원전 1700년경에 편집된) 암미사투카의 금성 평판에 있다. 다른 것은 수메르의 통치자 라가시의 구데아(서력기원전 2144~2124년경)의 치세기의 것이라고 하는데, 초기 택일 점성술의 사용을 보여준다. 그것은 신들이 어떻게 그에게 꿈속에서 신전의 계획된 건설을 위하여 가장 호의적일 별자리를 드러내는지를 묘사한다. 그러나,  그것이 그때에 저자친필로 기록된 것인지, 단지 후대에 의한 고대 통치자들의 것인지 대해서 논쟁이 있다. 따라서, 지식의 통합된 체계로써 점성술을 사용한 반박의 여지가 없는 가장 오래된 증거를 메소포타미아의 첫 번째 왕조(서력기원전 1950~1651년)의 기록으로 추정한다.
중국 점성술의 체계는 주 왕조(기원전 1046~256년) 때 정교하게 만들어졌고 한 왕조(기원전  2세기 ~ 기원후 2세기) 동안에 번창했는데, 한 왕조 때는 전통적인 중국 전통 문화의 잘 알려진 요소들인 음양 철학, 5원소와 천지 이론, 유교 윤리학은 중국의 의학과 점술, 점성술과 연금술의 철학적인 원리들이 모두 합해져서 공식화되었다.:3,4

### 중세 이슬람 세계

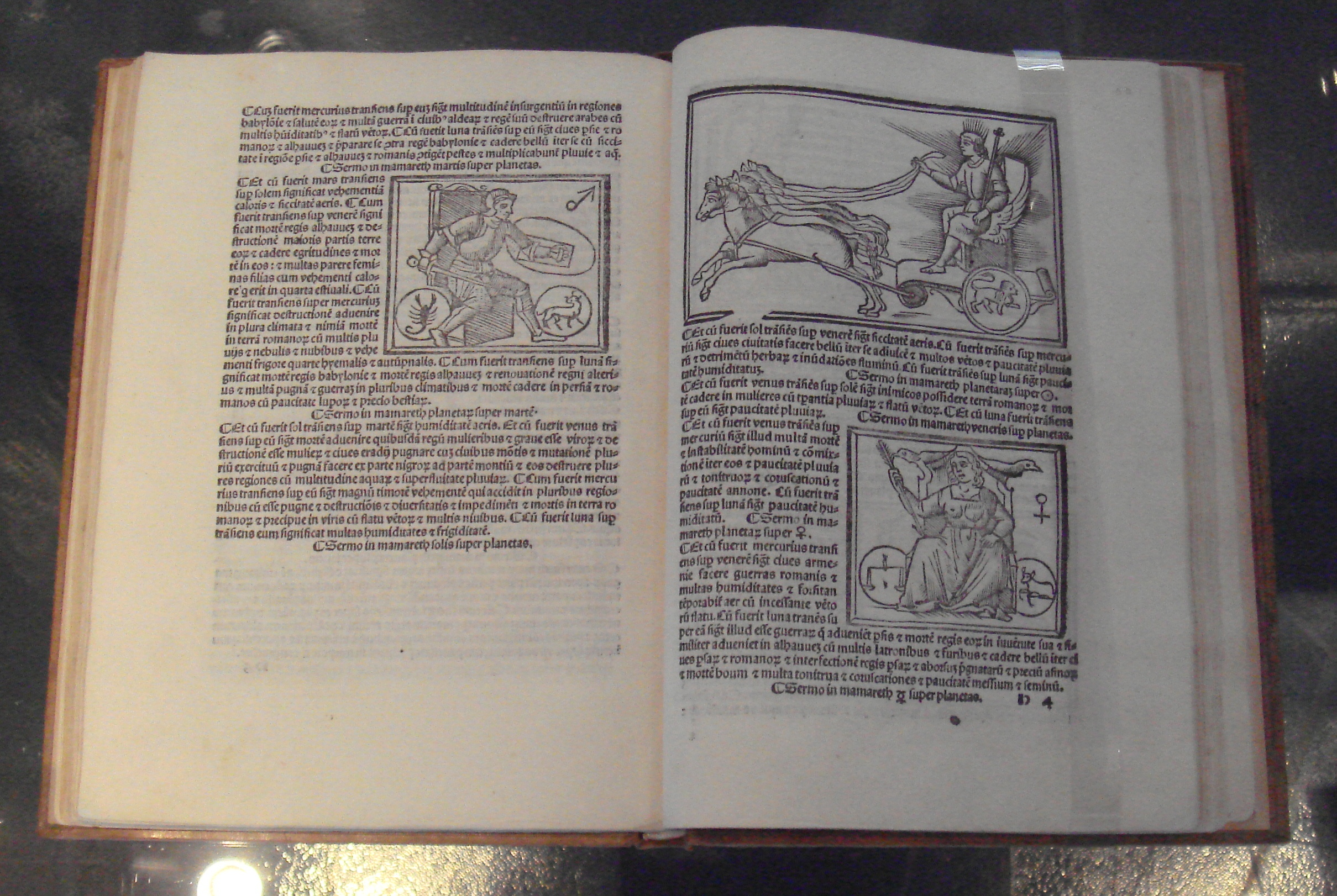

아랍에서 점성술은 7세기에 알렉산드리아의 붕괴와 8세기에 아바스 왕조의 성립에 뒤이어 이슬람의 학자들에 의해 계속되었다. 아바스조의 두 번째 칼리파 알 만수르(754~775년)는 교육의 중심지로서 그리고 그 설계에 '지혜의 창고'라고 하는 바이트 알히크마로 알려진 도서번역의 중심지가 포함어 역할하는 바그다드 시를 건립했다. 그 곳은 그의 유산들로부터 발전의 수용을 지속했으며, 헬레니즘 점성술 문헌들의 아랍페르시아어 번역을 위한 주요 추동력을 제공했다.  초기의 번역가들 중에서 마샬라는 바그다드의 건립을 위한 시간을 선택하는데 도움을 주었으며, 사흘 이븐 비시르(자엘이라고도 알려짐)의 기록들은 나중에 13세기 구이도 보나티, 17세기 윌리엄 릴리와 같은 유럽의 점성가들에게 직접적인 영향을 주었다. 아랍어 문헌들의 지식은 12세기 라틴어 번역 기간 동안에 유럽으로 유입되기 시작했고, 그 효과는 유럽의 르네상스가 시작하는데 도움이 되었다.

### 1900년 이래
1900년부터 점성술은 심령주의의 나중에는 뉴에이지 철학의 일반적 부흥의 일부로써:239-249 그리고 신문의 천궁도와:259-263 점성술 소프트웨어 같은 대중매체의 영향을 통하여 인기있는 재유행이 되었다. 20세기 초에 심리학자 칼 융은 섬성술을 고려한 개념들을 개발했는데, 그것들은 심리 점성술의 발전으로 이어졌다.:251-256

## 문화적 영향
서양에서는 정치 지도자들이 점성가들에게 자문을 구한다는 이따금씩의 보고가 있다. 히틀러가 그의 행동에 점성술을 사용한다는 주장이 있은 후에, 루이스 더 볼은 영국 정보부 MI5를 위해 점성가로 일했다. 육군성은 "히들러의 점성가들이 매주마다 그에게 무엇을 말하게 될지에 대해서 관심을 가졌다." 사실 더 볼의 예언들은 너무 부정확해서 곧 "완전한 협잡꾼"이라는 딱지가 붙었고, 나중에 히틀러가 점성술을 "완전한 넌센스"로 여겼음을 보여주는 것이었다. 존 힝클리 미국 대통령 로널드 레이건 살해기도 이후에, 영부인 낸시 레이건은 점성가 조안 퀴클리를 백악관의 비밀 점성가로 임명했다. 그러나, 로널드 레이건의 전 참모장의 회고를 통하여 그 사실이 공공에 알려지자, 1988년에 퀴클리의 역할은 끝났다.

1950년부터 일본의 출생률(파란색)과 사망률(빨간색), 화마의 해(1966년)에 출생률이 급하락했다.

인도에는 점성술에 대하여 오랜 기간에 걸쳐 형성된 그리고 널리 퍼진 신앙이 있다. 그것은 보통 일상 생활에 특히 결혼과 직업에 관계된 문제들에 사용되었으며, 택일, 순간, 업보의 점성술의 광범위한 사용을 낳았다. 인도의 정치는 점성술의 영향을 받아오고 있다. 그것은 여전히 베단가의 한 갈래로 여겨지고 있다. 2001년에, 인도의 과학자들과 정치인들은 국고의 사용에 있어서 점성술에 대한 연구에 투자하는 제안에 대하여 토론하고 비평했는데, 그 결과 인도의 대학들에서 베다 점성술 과정을 제공함이 허가되었다. 2011년 2월, 봄바이 고등법원은 과학으로서의 그 지위에 도전한다는 사례를 기각하므로, 인도에서 점성술의 입지를 재확인했다.
일본에서, 점성술에 대한 강한 믿음은 "화마"의 해에 출산률과 낙태 횟수의 인상적인 변화를 이끌었다. 이러한 년도들에 태어난 여성들은 히노에우마(丙午 병오)라고 불렸고, 결혼 못하게 되고 그들의 아버지나 남편에게 불은을 가져다 준다고 믿었다. 1966년 일본에서, 히노우에마 해에 태어나 갖게 될 딸의 낙인을 피하려는 부모들의 노력때문에 신생아들의 수는 25%이상 떨어졌다.

## 과학적 평가
점성술은 통제된 연구에서 그 유효성이 증명되지 않았고, 과학적인 타당성이 없는:85 의사과학이다.:1350 전문적인 점성가들의 대다수는 성격 기반의 점성술의 실천과 보수 지급자의 미래에 대하여 관련된 예언을 하는데 의존한다.:83 점성술에 신앙을 갖고 있는 사람들은 "그들의 신앙들에 대한 증명된 아무런 과학적인 기초가 없다는 사실에도 그리고 실로 모순되는 강력한 증거가 있는데도 불구하고" 그러한 것으로 특징지어진다. 천제물리학자 닐 디그래스 타이슨은 "우리 주변의 세상이 어떻게 만들어지는지에 대한 자연의 법칙을 앎에 대해서 어떻게 생각하는지를 아는 부분이다. 그러한 지식이 없고, 그렇게 생각하는 능력이 없다면, 당신은 당신의 이익을 취하려 하는 사람들의 희생자가 될 것이다."며 점성술의 신앙에 대한 의견을 말했다.
전 점성가이고 과학자인 제프리 딘스와 심리학자 아이반 켈리는 인식, 행동, 생리학과 다른 변동에 대해서 백가지 이상의 것들을 포함한 대규모의 실험을 진행했지만, 점성술을 지지하는 어떠한 것도 발견되지 않았다. 뿐만 아니라, 700명의 점성가들로 구성되어 1000개 이상의 출생 차트들에 대한 40회의 연구들이 합해진 메타 분석도 진행되었다. 총 300명이 참여한 10회의 실험들에는 점성학적으로 정확한 차트 해석이 아닌 (3~5 가지의) 다른 것들 가운데서 정확한 차트 해석을 선택하는 주제들이 포함되었다. 날짜와 명백한 단서들이 제거되었을 때, 선택된 어떤 차트의 암시가 발견된 뚜렷한 결과는 전혀 없었다. 향후 실험은 평균 10년 간의 경험으로 확신있는 45명의 점성가들과 아이젱크 성격검사에서 극도의 강하게 호의받는 어떤 성격들을 지닌 160명의 참여자들(원표본 크기 1198명의 참여자들)이 포함되었다.:191 점성가들은 단지 개인들의 연령들로 인한 것들보다 더 알아내지 못했으며 출생 차트를 전혀 사용하지 않는 45명의 통제 피험자들에 대한 것보다 더 저조한 적중을 보였다.:191
과학과 비과학은 보통 반증 가능성의 기준에 의해 구별된다. 그 기준은 과학철학자 칼 포퍼에 의해서 가장 먼저 제안되었다. 포퍼는 과학이란 귀납법에 의존하지 않으며, 대신에 과학적인 연구조사들은 새로운 실험을 통해 존재하는 이론들을 반증하는 것이 본래의 시도라고 했다. 만일 단일 실험이 실패한다면, 그 이론은 모순이 있다. 따라서, 과학적 이론의 어떠한 실험도 그 이론이 반증 될 막연한 결과들은 금지해야 하며, 그 이론과 일치 될 다른 특정 결과들을 예상해야 한다. 이 반증 가능성 기준을 적용하면, 점성술은 의사(擬似)과학이다. 포퍼는 점성술을 "관찰과 경험에 호소한다" 하지만 "그럼에도 불구하고 과학의 수준에는 이르지 못한다"는 점에서 "가(假)경험적"으로 바라보았다.:44
1953년에, 사회과학자 테오도어 아도르노는 자본가 사회에서 대중 문화를 조사하는 프로젝트의 일환으로 로스엔젤레스 신문의 점성술 칼럼의 연구를 수행했다. 아도르노는 칼럼의 저자가 치렛말과 어렴풋한 일반화의 사용을 통해 직접적으로 전달하는 것들을 개인들이 믿게끔하는 미묘함이 있다는데서 점성술은 체계적인 비합리주의의 대규모적 표현이라 결론내렸다.

### 인지적 편견
인지적 편견이 점성술 신앙의 원인이 되는 심리학적 요소가 될 수 있다는 제안이 있어오고 있다.:42-48:344 바넘 효과는 개인들이 추정상으로 분명히 그들에게 맞춰졌지만 넓은 범위의 사람들에게 충분히 적용되는 막연하고 일반적인 사실인 그들의 성격 묘사에 대해 높은 정확도들을 부여하게 될 관찰이다. 또 다른 요소는 점성술을 지지되는 증거보다 중대하며 반대되는 증거보다 중대하다고 믿는 경향인 확증편향이 될 수 있다.
1949년에, 버트럼 포러는 그의 교실에서 학생들을 대상으로 성격 실험을 지도했다. 그는 학생들에게 각자 외견상으로는 개별화된 결과들을 내주는 것이라고 했지만, 실제로는 그들의 성격을 검토하는 엄밀히 같은 내용의 용지들을 주었다. 그 성격 표사들은 한 점성술 서적에서 발췌한 것이었다. 학생들은 실험의 정확성에 대한 평가를 요청받았는데, 40%이상이 5점중 최고점인 5점을 주었고, 평균 평점은 4.2점 이었다.:119:134, 135 이 연구의 결과들은 수많은 다른 실험들에서도 반복되었다.:382:392 따라서, 이러한 바넘/포어 효과의 연구는 대부분이 조작된 천궁도들과 날조된 개인 성격 개요를 받아들이는 수준에 대해서 초점을 맞추어 왔다.:382 2009년에, 연구원 폴 로저스와 재니스 소울은 "자신에 대한 정확도"과 "타인들에 대한 정확도" 기준들의 검사를 추가했고 몇 가지 인구통계자료들을 검토했다. 그 연구는 특히 "점성술을 믿는 사람들이 점성술에 대한 회의론자들보다 더 잘 점성술로부터 유래한 추정상의 바넘 개요를 그들 자신의 성격이 잘 묘사된 것으로 간주했다."는 것을 발견했다.:392 또한 그들은 전반적인 응답자들에서 바넘 개요의 지각적 유일함이 사라지고 "응답자들이 그들의 (가짜의) 점성학적 개요들의 보편성을 인정할 수 있었다."는 것도 발견했다. 그들은 앞서 제안되어 온 바넘 효과들의 해설자들로서 "바넘 개요들은 스스로에 대한 정확한 묘사들이라고 받아들일 수도 있는데, 왜냐하면, 그들은 사실상 분명히 모두에게 적용하기 때문이다."라고 결론 지었다.:392
자기 귀인으로 알려진 절차에 의하여, 그것은 수많은 연구에서 점성술에 지식이 있는 개인들은 그들의 성격을 그들의 별자리와 조화되는 특색들의 측면에서 묘사하려는 경향이 있음을 나타내주어 오고 있다. 개인들이 성격 묘사가 점성술을 논의하기 위해 사용된 것이라는 점을 의식하고 있었을 때, 그 효과는 더 높아졌다. 점성술에 어두운 개인들은 그러한 경향이 없었다.

### 일관성의 결핍
점성술이 무엇이고 무엇을 예측하는지에 대하여 점성가들 사이에서 일치가 없으므로, 점성술의 타당성을 입증하기란 매우 어렵다.:83  대부분의 전문적 점성가들은 한 사람의 개인의 성격과 인생을 예언하는데 보수를 받지만, 대부분의 천궁도들은 어떠한 개인에게도 대부분 적용할 수 있는 증명 불가능하고 애매한 표현들만을 만들어낼 뿐이다.:83 점성가들은 검증 가능한 예언들을 회피하며, 대신에 반증을 피하기 위한 그들의 시도가 참작된 막연한 표현들을 사용하는데 의존한다.:48-49
조르주 샤르파크와 헨리 브로크는 서적 Debunked! ESP, Telekinesis. Pseudoscience(틀렸음이 드러났다!! 초감각적 지각. 염력. 그리고 다른 의사과학)에서 점성술로부터 얻어진 주장들을 다뤘다. 그들은 점성가들이 천문학에 대한 아주 작은 지식만을 가졌으며 종종 시간의 흐름에 따라 태양의 위치변화가 있는 분점의 세차운동과 같은 기본 특징들을 고려하지 않는다는 점들을 지적했다. 그들은 생일이 같지만 생년이 다른 두 사람은 같은 행성의 영향하에 있다는 주장의 근거로써 "태양은 매년마다 같은 날에 하늘의 같은 위치에서 진다."고 주장한 엘리자베스 테시에의 예시에 대하여 비평했다. 샤르파크와 브로크는 "연속 2년 동안의 어느 특정일에 지구의 위치는 이만이천 마일의 차이가 있다" 그러므로 점성학에 따르면 그들은 같은 영향력 하에 있지 않다는 데에 주목했다. 40년 이상의 기간 동안의 그 차이는 780,000 마일 이상이다.
회귀황도대는 항성들과 관계가 없으며 관련된 황도대 별자리에 있는 그것 자신들의 천문학적인 별자리와는 상관 없기 때문에 별자리가 이동하는 세차운동에 대한 논쟁을 회피한다. 샤르파크와 브로크는 그러한 것에 대해서  "빈 상자들에는 아무것도 들어있지 않으며 항성과의 어떤 일관성 또는 일치성이 결여 된다."며 회귀 황도대를 기반으로 하는 점성술에 대해서 아무것도 인용하지 않았다. 회귀 황도대에서의 태양의 용도는 같은 점성가들이 만든 참고들과 춘분점이 천문학상 물병자리에 들었을 때에 전적으로 의존하는 물병자리 시대의 것들과는 일치하지 않는다.
몇몇 점성가들은 모든 행성들의 위치가 고려되어야 한다는 주장이 있지만, 점성가들이 천궁도에서 오류들의 근거가 되는 해왕성의 존재를 예측할 수는 없었다. 대신에, 해왕성은 만유인력의 법칙의 사용으로 예측된다. 천왕성과 해왕성, 명왕성의 점성술 화법으로의 접목은 임기응변적 기저로 행해졌다.
명왕성의 왜행성의 지위로의 좌천에 대해, 프랑스 뫼동에 있는 파리 천문대의 필립 자르카는 점성가들이 어떻게 반응할지에 대해서 우려했다.:
점성가들이 명왕성을 발광 천체(태양과 달 그리고 지구와는 다른 8개 행성들)의 목록에서 제거하고 그것이 사실상 어떤 개선을 가져오지 않았다고 자백할 수 있겠는가? 만일 그것을 유지하기로 결정한다면, 최근 발견된 유사 천체들(세드나, 콰오아 등)과 위성들(제나 , 2003EL61 등)까지도 포함되어 증가하는 목록에 대해서는 어찌할 것인가?

### 기계관의 결핍
점성술은 천체들의 움직임들을 인간의 행동에 그것들이 의미하는 효과들과 연결하는 물리적 매커니즘을 제공함에 실패한다는데 있어서 비판이 있어오고 있다. 2001년에 한 강의에서, 스티븐 호킹은 "대부분의 과학자들이 점성술을 믿지 않는 이유는 그것이 실험에 의해 판단되어 오고 있는 우리의 이론들과 일치하지 않기 때문이다."라고 말했다. 1975년, 한창 점성술에 대한 대중의 관심이 증가하던 가운데, The Humanist라는 잡지는 바르트 J 복, 로렌스 E 제롬, 폴 커츠가 공동 기술한 한 성명서를 기재했다. 그 성명서는 "점성술에 대한 반론"이라는 제목으로, 186명의 천문학자들과 물리학자들, 그 당시에 주도적이던 과학자들의 서명이 포함되었다. 그들은 점성술의 교의를 받쳐주는 과학적 토대가 없다고 했으며 대중에게 의문없이 점성학적인 조언을 받아들이는 것에 대하여 경고했다. 그들의 비판은 발생할 수도 있는 점성술의 효과에 의한 어떠한 메커니즘도 없다는 사실에 중점을 두었다.:
우리는 멀리 떨어진 행성들에 의해서 그리고 더 멀리 떨어진 항성들에서 생산되는 중력과 다른 효과들이 얼마나 극소량인지 알고 있다. 우리의 미래를 정하는 진로가 될 수 출생 순간의 항성과 행성들에 의해 발휘되는 효력들을 상상하는 것은 단지 실수일 뿐이다.

천문학자 칼 세이건은 그 성명서에 서명하기를 거부했다. 세이건은 점성술이 나름의 타당성을 갖고 있다고 생각했으며 그 성명서의 논조가 권위적이며 스스로를 반박하지 않는 (관련된 관점에서 확실히) 어떠한 메커니즘도 없기 때에 점성술을 묵살한다고 생각했기 때문에 그런 자세를 취했다고 말했다. 휴머니스트지의 후속판에서 세이건은 그가 점성술 신앙의 주요 교의들을 기술하고 반박하는 그런 성명서에 서명할 의사가 있음을 확증했다. 그가 논한 것은 더 설득력 있는 듯 싶었고, 논증을 덜 만들어 내는 듯 했었다.
많은 점성가들은 점성술이 과학이라고 주장한다. 위 점성가들 중 일부는 전자기와 중력과 같은 전통적 일시적 중개자들을 제의해 오고 있다. 과학자들은 타당성이 없는 그러한 메커니즘을 묵살한다. 예를 들어, 목성과 같이 크지만 멀리 있는 행성이 지구에서 측정됐을 때의 자기장은 보통의 한 가정에서 생성되는 것보다 훨씬 작은 까닭이다. 다른 점성가들은 점성술을 설명하려 하지 않으려는 경향이 있다. 대신에, 그들은 그것을 점술과 같은 초자연적인 것으로 설명한다.:xxii 칼 융은 그가 지도한 통계적으로 분명한 결과들이 전혀 관찰되지 않았던 단일 실험으로부터 점성술에서 결과들을 설명하기 위해 동시성을 인용하기를 추구했다. 동시성은 그 스스로가 검증할 수 없거나 반증할 수 없는 것으로 여겨진다. 그 후에 그 연구는 비무작위적 표본과 그 통계치의 사용, 그것의 점성술과의 일치성의 결여로 엄청난 비판을 받았다.

### 칼슨의 실험
수 세기에 걸친 실험들에도, 점성술의 예언은 결고 홀로 변화하여 예상되는 것보다 더 정확해 지지 않아 오고 있다. 점성술을 양적으로 실험하는 하나의 접근법은 맹실험을 통한 것이다. 칼슨 실험에서 점성가들의 특정 예언들이 엄격한 경험적 절차로 실험되었을 때, 그 예언들은 반증 가능성이 있었다.
28명의 점성가들이 100건 이상의 출생 차트들이 캘리포니아 심리검사(CPI)에 의해 산출된 심리적 단평들과 필적하다고 동의한 숀 칼슨의 이중맹검 차트의 일치 실험들은 점성술에 대한 가장 잘 알려진 실험들 중에 하나이다. 칼슨의 연구에서 경험적 절차의 사용은 스스로의 실제적 실험에 앞서 물리학자들과 천문학자들의 단체에 의한 동의가 있었다. 지구우주연구협의회(National Council for Geocosmic Research)에서 지명된 점성가들은 점성술의 조언자들로서 활동했고 그 실험이 공정하다고 동의하고 보증하는데 도움이 되었다.:117:420 그들은 그 실험들을 위해 26~28명의 점성가들을 더 선발하였다.(다른 2명의 관계있는 점성가들은 그 후에 자원했다.):420 그 점성가들은 모두 유럽과 미국에서 왔다.:117 그 점성가들은 실험되는 출생 점성술의 중심적 제안을 작성하는데 도움을 주었다.:419 1985년에 출판된 네이처지에서, 그 연구는 출생 점성술을 기반으로 하는 예언은 우연보다 더 나을게 없음을 발견했으며, 그 실험이 점성술의 가설을 "분명히" 반박했다고 전했다.

### 고클랭의 연구

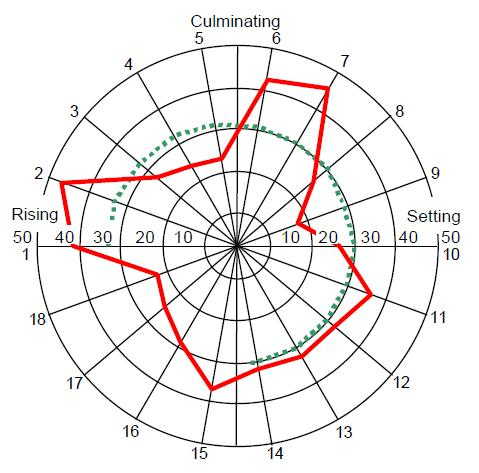
(1955년 미셸 코클랭 이후) 예상된 결과들과 비교한 "저명한 운동선수들"의 출생 차트들(N=570)에서의 화성의 일주 운동(빨간색 실선)의 상대도수를 보여주는 최초의 화성 효과 발견.

1955년, 점성가이며 물리학자인 미셸 고클랭은 그가 점성술에서 황도대의 별자리와 행성간의 각과 같은 지시자들을 지지할만 한 증거를 찾는데 실패해 왔음에도 불구하고, 그는 행성들 중의 일주 운동과 점성술에서 전통적으로 그 행성들과 결부되는 (의사들, 과학자들, 운동선수들, 운동선두슬, 배우들, 작가들, 화가들 등과 같은) 전문직에서의 성공과의 확실한 상호관계를 찾아왔다고 말했다. 고클랭의 발견들 중 가장 잘 알려진 것은 성공한 운동선수들의 출생 차트에서 화성의 위치들을 기반으로 하며 "화성 효과"로 알려지게 되었다. 프랑스의 일곱명의 과학자들에 의해 진행된 그 연구는 그 주장을 반복하려 시도했지만 어떠한 통계적인 증거도 발견하지 못했고, 그들의 연구로부터 이름들을 더하거나 지우도록 설득한 한 그의 시도를 비난 하며 고클랭의 부분에서 그 효과는 선택편견 때문이라고 했다.
제프리 딘은 그 효과가 고클랭에 의한 그 연구의 어떤 문제보다 부모들로부터 전해 알게 된 출생일의 자기보고가 원인이 될 수도 있다고 제안했다. 그 제안은 부모들로부터의 한 작은 부분집합이 관련된 직업에 대한 더 나은 점성학적인 차트들에 관계된 출생 시간들로 바뀌어 왔을 수도 있다는 것이었다. 그 표본집단은 점성술을 믿었들 때로부터 얻어진 것들이 더 일반적이었다. 고클랭은 더 최근의 모집단들에서 화성효과를 발견하는데 실패해 왔다. 간호사와 의사가 출생 정보를 기록하는 곳에서는, 점성학적으로 바람직하지 않은 조건 하에서 출생수가 적어지기도 하는데, 이는 부모들이 그들의 믿음과 일치시켜 날짜와 시간을 선택했음을 나타내는 증거가 된다.:116

## 신학적 관점들
점성술의 실천들 중 일부는 알파라비(알파라비우스), 이븐 알하이삼(알하젠), 아비켄나와 같은 중세 무슬림 천문학자들에 의한 신학적인 입장들에서 논쟁이 있다. 그들은 점성가들의 기법은 신의 뜻은 사전에 알려질 수 있고 예언될 수 있다는 제언을 통하여 이슬람 학자들의 정통파 종교적 관점과 상충한다고 했다.
예를 들어, 아비켄나의 '점성술에 대한 반박'(Risāla fī ibṭāl aḥkām al-nojūm)은 모든 창조물 위에 있는 신의 절대적인 권능을 표현하는 신성한 인과의 대리자들로서 활동하는 행성들의 원리를 지지하는 점성술의 실천에 반대하여 논하고 있다. 아비켄나는 행성들의 움직임이 지상에서의 삶에 결정론적인 방법으로 영향을 준다고 여겼으나, 항성들의 정확한 작용력에는 반대하며 논했다. 본질적으로, 아비켄나는 점성술의 근본적인 교의는 부인치 않았지만, 그것으로부터 만들어질 수 있는 명확하고 숙명론적인 해석들의 범위로 그것을 이해하는 우리들의 능력에 대해서는 부인했다.
이븐 카임 알 자우지야(1292~1350년)는 그의 미프타흐 다르 알-사카다흐에서 천문학의 물리학적 논거를 사법상의 점성술의 실천을 연구하는데 사용하기도 했다. 그는 항성들이 행성들보다 더 크다는 것을 알아냈고, 이렇게 주장했다.:
그리고, 만일 점성가 여러분이 그 거리와 작은 것 때문에 그 효과는 엄밀히 사소한 것이라고 대답한다면, 여러분은 가장 작은 천체인 수성에는 왜 그렇게 큰 영향력을 주장하는 것인가? 왜 여러분들은 가상의 두 점(승교점과 강교점)인 알라의 것과 알다나브에는 영향력을 부여하는가?— 이븐 카임 알자우지야

점성술을 믿음은 자유의지 와 같은 가톨릭의 교리에 모순된다. 가톨릭교회 교리서에 따르면:
모든 방식의 점술은 금지된다.: 사탄이나 악령들에게 의지하고 죽은 사람을 부르는 주술을 하거나 미래를 "벗긴다"고 추측하는 그릇된 다른 수단들. 천궁도들과, 점성술, 손금보기, 징조와 제비뽑기점의 해석, 투시현상에 자문을 구하기. 그리고, 숨겨진 권력들을 회유하려는 바람 뿐만 아니라, 시간과 역사 그리고 결국에는 인간들 위에 있으려는 권력에 대한 욕망을 모두 숨기는 매개체에 의지하는 것. 그들은 홀로 계신 하느님 덕분인 명예와 존경 그리고 두려움의 사랑에 반대한다.— 가톨릭교회의 교리서

성 아우구스티누스는 점성술이 교회의 교의와 양립하지 않는다고 믿었지만, 같은 순간에 임신되고 거의 같은 시간에 태어났음에도 다르게 행동하는 쌍둥이들을 설명하는데 있어서의 점성술의 모순과 같은 비신학적인 이유들로 반대의 기초를 뒀다.

## 같이 보기
- 점성술의 전통, 유형, 체계 목록